# Prospect Avenue (stacja metra na Fourth Avenue Line)
Prospect Avenue – stacja metra nowojorskiego, na linii D, N i R. Znajduje się w dzielnicy Brooklyn, w Nowym Jorku i zlokalizowana jest pomiędzy stacjami Ninth Street i 25th Street. Została otwarta 13 września 1915.